# Sanctuaire de la Grande-Promesse de Valladolid
Le sanctuaire de la Grande-Promesse est une église située à Valladolid en Espagne. L’Église catholique lui donne les statuts de basilique mineure et d’église paroissiale, et la rattache à l’archidiocèse de Valladolid. La Conférence épiscopale espagnole lui donne le statut de sanctuaire national, titre qu’elle a obtenu le 15 juin 1941 — soit avant la définition officielle actuelle — et qu’elle conserve encore aujourd’hui.

## Historique

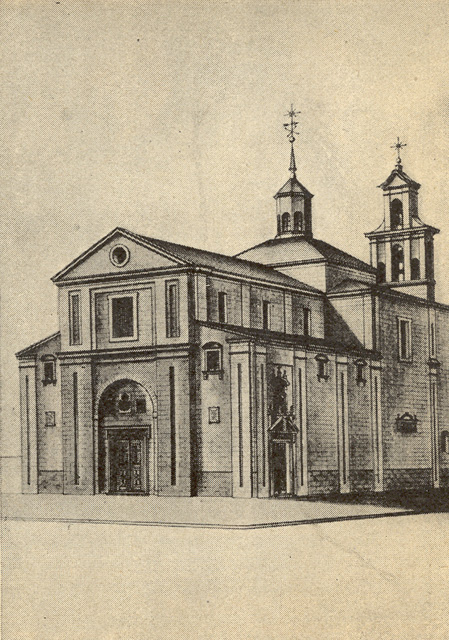
Sanctuaire national de la Grande Promesse. Extérieur - Valladolid - Almanach édité par l'Œuvre du Sanctuaire National de la Grande Promesse

L’église est construite au début du XVIIe siècle comme lieu de culte du collège Saint-Ambroise des Jésuites. Lorsque ceux-ci sont expulsés d’Espagne en 1767, elle devient église paroissiale sous le nom de Saint-Étienne. Elle devient le 15 juin 1941 le sanctuaire national de la Grande-Promesse, titre qu’elle utilise encore aujourd’hui malgré les précisions apportées au concept de « sanctuaire national ». Le 12 mai 1964, Paul VI lui donne le titre de basilique mineure.